# Loïc Auzolle
Loïc Auzolle, né le 9 mars 1985 au Cailar, est un raseteur français, quadruple vainqueur du Trophée des As.

## Biographie
Il est le fils de Patrick Auzolle, ancien raseteur.
Le 7 juin 2015, il reçoit un coup de corne dans les arènes d'Aimargues,.

## Palmarès
- Trophée des As : 2007, 2010, 2011, 2013[3]